# Giacchinotto de' Pazzi

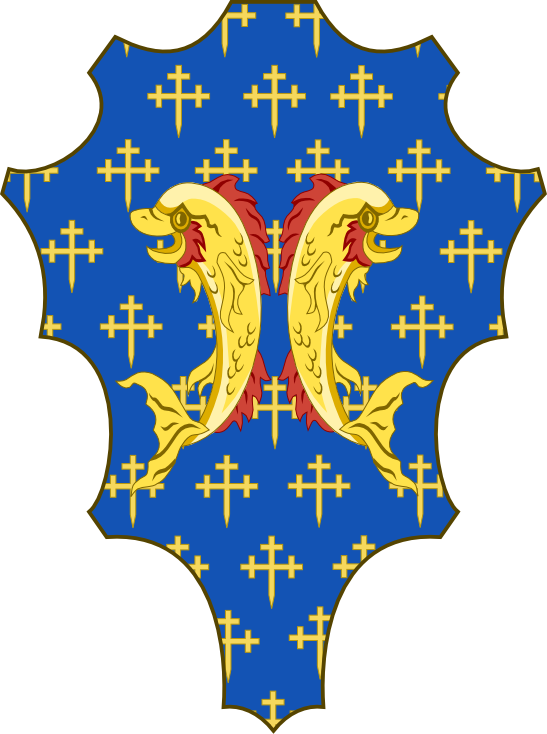
Stemma dei Pazzi

Giacchinotto de' Pazzi (Firenze, ... – dopo il 19 agosto 1315) è stato un politico italiano.

## Biografia
Figlio di Uguccione de' Pazzi, fu nominato Cavaliere Aurato nel 1280, fu tra i capi della fazione dei guelfi neri di Firenze tanto da essere esiliato a Castel della Pieve nel 1300, come parte di un provvedimento teso a isolare le teste calde delle due fazioni, voluto, tra gli altri, da Dante Alighieri nel bimestre in cui fu Consigliere dei Priori delle Arti. Insieme a lui c'erano, tra gli altri, Corso Donati e il cugino lontano Pazzino de' Pazzi.
Giacchinotto, rientrato in città assistette al trionfo della parte Nera grazie all'intervento di Carlo di Valois e divenne in seguito Consigliere di Comune nel 1307.
Fu compreso nel bando imperiale del 1312. L'ultima notizia che lo riguarda risale al 19 agosto 1315.
Ebbe tre figli:
1. Cherico (m. post 13 agosto 1315), sposato a Margherita Frescobaldi
2. Antonio
3. Una figlia maritata a Ruggero Adimari.